# Pont Gustave-Flaubert
Le pont Gustave-Flaubert est un pont levant routier qui franchit la Seine dans l'ouest de Rouen. Il se trouve en aval du pont Guillaume-le-Conquérant, qui marque la limite de la partie du fleuve accessible aux navires de mer. Il a été mis en service le 25 septembre 2008, après quatre ans de travaux.

## Projet
L'ouvrage se trouve sur la liaison entre l'autoroute de Normandie (A13), via la RN 338, et l'autoroute A150 qui est reliée aux autoroutes A29 et A28.
Cette liaison doit permettre de désengorger les quartiers ouest de Rouen tout en assurant la liaison nécessaire avec la zone économique et le port de Rouen.

### Choix du site
Deux fuseaux de passage de cette liaison ont été étudiés :
- fuseau ouest prévoyant le franchissement de la Seine à l'ouest du Grand-Quevilly,
- fuseau est passant à l'est du Grand-Quevilly et du Petit-Quevilly.

Le fuseau ouest a été abandonné à cause de son dénivelé important et de son passage en forêt. Le fuseau est a été retenu parce qu'il permet un passage au plus près des quartiers du centre de Rouen.

### Solutions mises à l'étude
Plusieurs types d'ouvrage sont possibles pour franchir la Seine tout en conservant la possibilité aux plus grands bateaux d'accéder au port de Rouen.
- pont fixe à gabarit maritime : il est nécessaire pour ce type d'ouvrage d'assurer un gabarit de 55 mètres de hauteur au-dessus des plus hautes eaux navigables (PHEN). Son insertion urbaine devient difficile ; en particulier, si on veut limiter les pentes des viaducs d'accès, il n'est pas possible de prévoir des échangeurs avec les voies sur berge à proximité du pont. Cette solution avait été utilisée pour le franchissement de la Loire à l'ouest de Nantes pour le pont de Cheviré.
- tunnel fluvial : cette solution a un coût important - pour sa construction et son exploitation - et pose des problèmes de sécurité pour le passage des matières dangereuses. De plus, il est difficile de prévoir des échangeurs à proximité des berges. Cette solution a été réalisée pour le tunnel du Vieux-Port de Marseille.
- pont fixe à gabarit fluvial : cette solution permet de limiter le gabarit à 7 mètres de hauteur. Mais elle ne permet plus d'accès aux bateaux de croisière au cœur de la ville et d'organiser des rassemblements de voiliers du type Armada.

Toutes ces solutions ayant été rejetées par la ville de Rouen, la direction départementale de l'équipement (service de l'Etat) a alors proposé, en 1992, que le franchissement de la Seine soit réalisé par un ouvrage mobile, afin de respecter le gabarit fluvial durant toute l'année et le gabarit maritime pendant les quelques passages de grands bateaux. Une telle solution est rarement utilisée pour un axe aussi important qu'une autoroute urbaine, mais apparaissait ici possible du fait que le passage de grands bateaux n'est nécessaire que 20 à 30 fois par an. Plusieurs maquettes ont été réalisées, pour comparer un pont tournant avec les solutions tunnel fluvial et pont fixe à gabarit fluvial (le pont fixe à gabarit maritime étant éliminé d'office). La présentation de ces maquettes devant le conseil municipal a conduit à prendre la décision d'étudier plus en détail la solution de pont mobile. 
Trois types d'ouvrages ont alors été étudiés : 
- un pont basculant : mais cette solution pose un problème de réalisation des appuis en Seine pour éviter d'avoir des travées trop importantes. Cette solution a été choisie pour le pont levant de La Seyne-sur-Mer ou le Tower Bridge.
- un pont tournant qui a l'inconvénient de neutraliser un linéaire important de quais et nécessite leurs renforcements. C'est une solution qui a été retenue pour le pont de Caronte.
- un pont levant. Cette solution nécessite la réalisation de pylônes de grande hauteur de part et d'autre permettant de dégager le gabarit maritime. Cette solution permet de dégager les différentes contraintes au plus près. Le levage de la travée centrale nécessite de couper la circulation routière. C'est le type d'ouvrage mis en œuvre à Brest pour le pont de Recouvrance.

C'est la solution d'un pont levant qui est retenue à l'issue des études.

## Caractéristiques
À ses pieds, sur la rive droite, se trouve une ancienne zone portuaire en pleine réhabilitation, qui comprend entre autres le musée maritime et sur la rive gauche, une friche industrielle qui doit donner lieu à une grande opération immobilière.
Il s'agit d'un pont levant d'une portée de 120 mètres et d'une hauteur totale de 86 mètres, soit le 3e bâtiment le plus haut de Rouen après la cathédrale Notre-Dame de Rouen et la tour des archives. Le tirant d'air est de 7 mètres lorsque le tablier est en position basse, compatible avec le passage de péniches, et de 55 mètres au-dessus de la Seine en position haute. Ses caractéristiques en ont fait, en 2008, le plus haut pont levant au monde. Il relie l'A150 au nord (direction Barentin / Dieppe) à la rocade sud de Rouen qui rejoint l'autoroute de Normandie. Sa longueur totale, y compris les viaducs d'accès, est de 670 mètres.
Le tablier double, long de 120 mètres et pesant deux fois 1 300 tonnes, est supporté par quatre pylônes (jumelés deux à deux) implantés dans le lit de la Seine. Il se lève en douze minutes, d'après les prévisions en moyenne une trentaine de fois par an, notamment pour laisser le passage aux voiliers de l'Armada qui reviennent périodiquement à Rouen et aux paquebots de croisière qui accostent au centre-ville (terminal près du pont Guillaume-le-Conquérant).
Le marché de la construction du pont se monte, sans les viaducs d'accès, à 102 millions d'euros TTC. Il a été remporté en février 2004 par une filiale du groupe Bouygues, la société rouennaise Quille, en association avec Eiffel, Eiffage Travaux Publics et la société belge Victor Buyck construction métallique (nl). Le coût total de l'opération, avec les accès routiers, est de 166 millions d'euros TTC. La déclaration d'utilité publique date de septembre 2001.
Les travaux ont débuté en juin 2004. La pose des « papillons » au sommet des piles a eu lieu les 16 et 17 août 2006, celle des tabliers les 21 et 22 août 2006.
L'équipe des concepteurs, qui avait pour mandataire la société d'ingénierie Arcadis, comprenait le bureau d'études Eurodim, spécialiste en mécanismes, ainsi que Aymeric Zublena, l'un des architectes du Stade de France, et Michel Virlogeux, concepteur du pont de Normandie et du viaduc de Millau.
Le trafic prévisionnel est estimé à 50 000 véhicules par jour. Il est censé débarrasser le centre ville du quart des 190 000 camions qui franchissent chaque jour le fleuve.
Son nom, en hommage à l'écrivain Gustave Flaubert, a été décidé le 15 décembre 2006 par le conseil municipal de Rouen, à la suite d'une consultation des habitants amenés à donner leur avis sur les propositions : Pont Gustave-Flaubert, Pont de Rouen ou Pont Cavelier-de-la-Salle (pour l'explorateur rouennais René Robert Cavelier de La Salle). Jusqu'à cette date, il était temporairement dénommé le 6e Pont.
Le 14 avril 2007, le trois-mâts barque Belem, à quai depuis un mois, a franchi le pont Gustave-Flaubert, après les premiers essais permettant à celui-ci de se lever suffisamment pour le laisser passer.
Une foule de Rouennais s'était alors donné rendez-vous pour applaudir l'événement.

## Critiques
Depuis sa mise en service, le pont donne lieu à une polémique sur son utilité : entre ceux qui pensent que le pont ne se lèvera qu'à l'occasion de l'Armada, soit une vingtaine de fois tous les quatre ans ; ou encore les armateurs qui craignent une retenue de leurs bateaux en cas de panne. Un nouveau terminal de plaisance a d'ores et déjà été construit en aval.

## Statistiques
En mai 2017, le nombre annuel de levées du pont est de 15 et le trafic chiffré à 60 000 véhicules-jour
.
En 2019, pendant l'Armada, le pont se lève à six reprises.

## Résumé des données de fonctionnement en 2019
À l'occasion de l'Armada 2019, un rappel des données de fonctionnement du pont a été dressé :
- Quatre ans de travaux : en projet depuis les années 1970, la construction, commencée en 2004, s'est achevée en 2008 ;
- 155 millions d’euros : c’est le coût estimé pour la construction du pont, dont 25 millions pour le système de levage ;
- 1 300 tonnes par tablier ;
- 32 moteurs : pour lever chaque tablier, ces moteurs actionnent des treuils qui tirent sur des câbles ;
- 4,2 mètres par minute : pour lever un tablier à 55 mètres, il faut une dizaine de minutes ;
- 10 000 euros à chaque levée, coût intégrant le bon de commande, l'électricité et les salariés ;
- 86 m de hauteur, soit le 3e bâtiment le plus haut de Rouen derrière la cathédrale (151 m) et la tour des Archives (89 m) ;
- 50 000 véhicules par jour : nombre moyen de voitures et camions qui empruntent le pont ;
- 15 levages par an : en moyenne, pour de la maintenance et du fluvial (les gros bateaux s'arrêtent plutôt en aval).